# محمد نعمانی
محمد نعمانی (انگلیسی: Mohamed Naâmani؛ زادهٔ ۲۱ مهٔ ۱۹۹۰) بازیکن فوتبال اهل الجزایر است.
وی همچنین در تیم ملی فوتبال الجزایر بازی کرده‌است.